# Prez
Pour les articles homonymes, voir Prez (homonymie).
Prez est une commune française, située dans le département des Ardennes en région Grand Est.

## Géographie
|        | Estrebay | Flaignes-Havys |
| Aouste | Prez     |                |
|        | Liart    | Logny-Bogny    |

### Hydrographie
La commune est traversée par la ligne de partage des eaux entre  les bassins hydrographiques Rhin-Meuse et Seine-Normandie. Elle est drainée par l'Aube et le cours d'eau 01 des Andignys,.
L'Aube, d'une longueur de 18 km, prend sa source dans la commune de Flaignes-Havys et se jette  dans le Ton à Hannapes, après avoir traversé cinq communes.

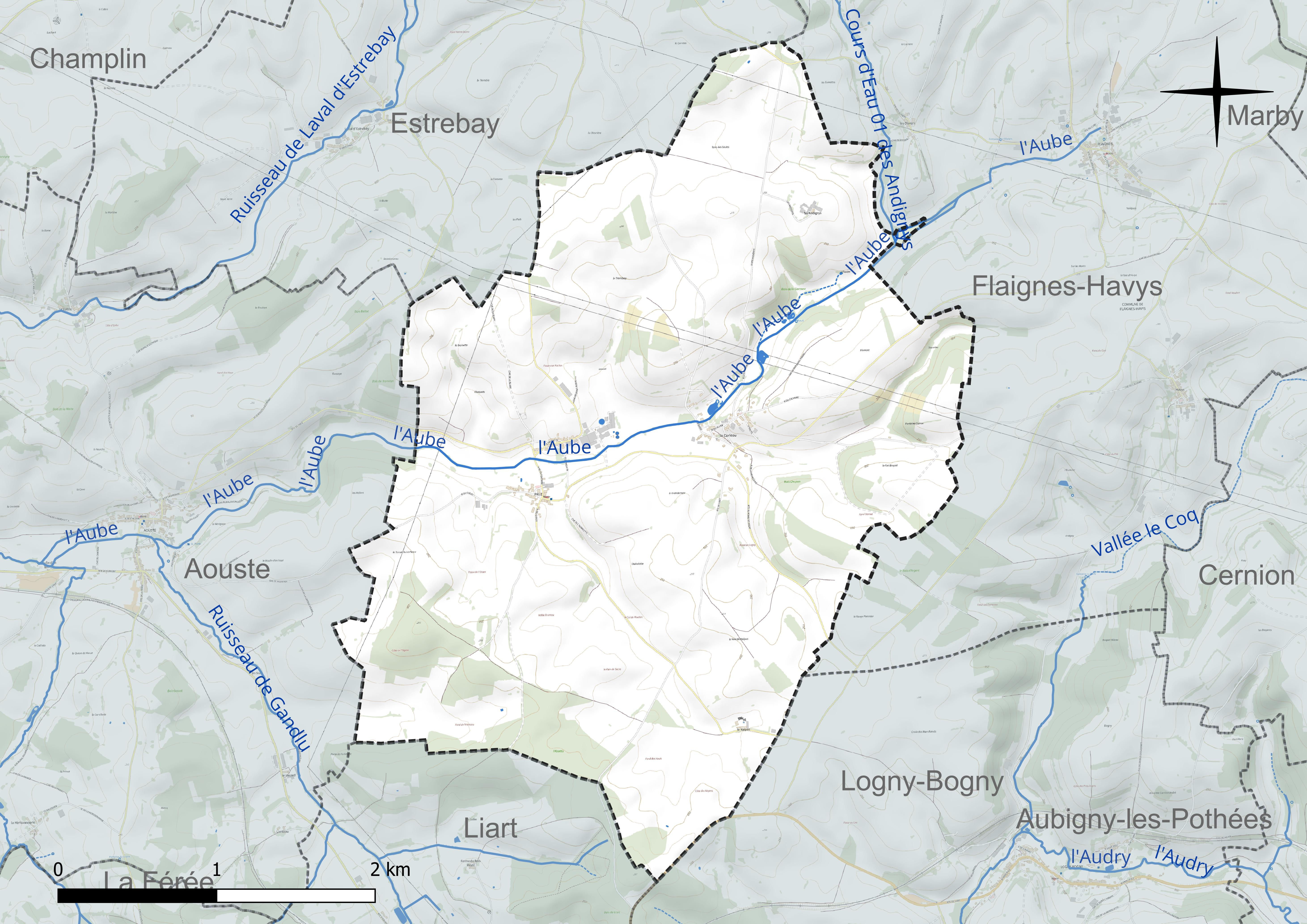
Réseau hydrographique de Prez.

### Climat
Pour des articles plus généraux, voir Climat du Grand Est et Climat des Ardennes.
En 2010, le climat de la commune est de type climat de montagne, selon une étude du Centre national de la recherche scientifique s'appuyant sur une série de données couvrant la période 1971-2000. En 2020, Météo-France publie une typologie des climats de la France métropolitaine dans laquelle la commune est exposée à un climat océanique altéré et est dans la région climatique Nord-est du bassin Parisien, caractérisée par un ensoleillement médiocre, une pluviométrie moyenne régulièrement répartie au cours de l’année et un hiver froid (3 °C).
Pour la période 1971-2000, la température annuelle moyenne est de 9,4 °C, avec une amplitude thermique annuelle de 15,5 °C. Le cumul annuel moyen de précipitations est de 961 mm, avec 14,2 jours de précipitations en janvier et 10 jours en juillet. Pour la période 1991-2020, la température moyenne annuelle observée sur la station météorologique de Météo-France la plus proche, « Signy-l'abbaye », sur la commune de Signy-l'Abbaye à 12 km à vol d'oiseau, est de 10,2 °C et le cumul annuel moyen de précipitations est de 1 060,5 mm. 
La température maximale relevée sur cette station est de 40 °C, atteinte le 25 juillet 2019 ; la température minimale est de −20,5 °C, atteinte le 17 janvier 1985,,.
Les paramètres climatiques de la commune ont été estimés pour le milieu du siècle (2041-2070) selon différents scénarios d'émission de gaz à effet de serre à partir des nouvelles projections climatiques de référence DRIAS-2020. Ils sont consultables sur un site dédié publié par Météo-France en novembre 2022.

## Urbanisme

### Typologie
Au 1er janvier 2024, Prez est catégorisée commune rurale à habitat très dispersé, selon la nouvelle grille communale de densité à 7 niveaux définie par l'Insee en 2022.
Elle est située hors unité urbaine. Par ailleurs la commune fait partie de l'aire d'attraction de Charleville-Mézières, dont elle est une commune de la couronne,. Cette aire, qui regroupe 132 communes, est catégorisée dans les aires de 50 000 à moins de 200 000 habitants,.

### Occupation des sols
L'occupation des sols de la commune, telle qu'elle ressort de la base de données européenne d’occupation biophysique des sols Corine Land Cover (CLC), est marquée par l'importance des territoires agricoles (93,8 % en 2018), une proportion identique à celle de 1990 (93,8 %). La répartition détaillée en 2018 est la suivante : 
prairies (45 %), terres arables (37,2 %), zones agricoles hétérogènes (11,7 %), forêts (6,2 %). L'évolution de l’occupation des sols de la commune et de ses infrastructures peut être observée sur les différentes représentations cartographiques du territoire : la carte de Cassini (XVIIIe siècle), la carte d'état-major (1820-1866) et les cartes ou photos aériennes de l'IGN pour la période actuelle (1950 à aujourd'hui).

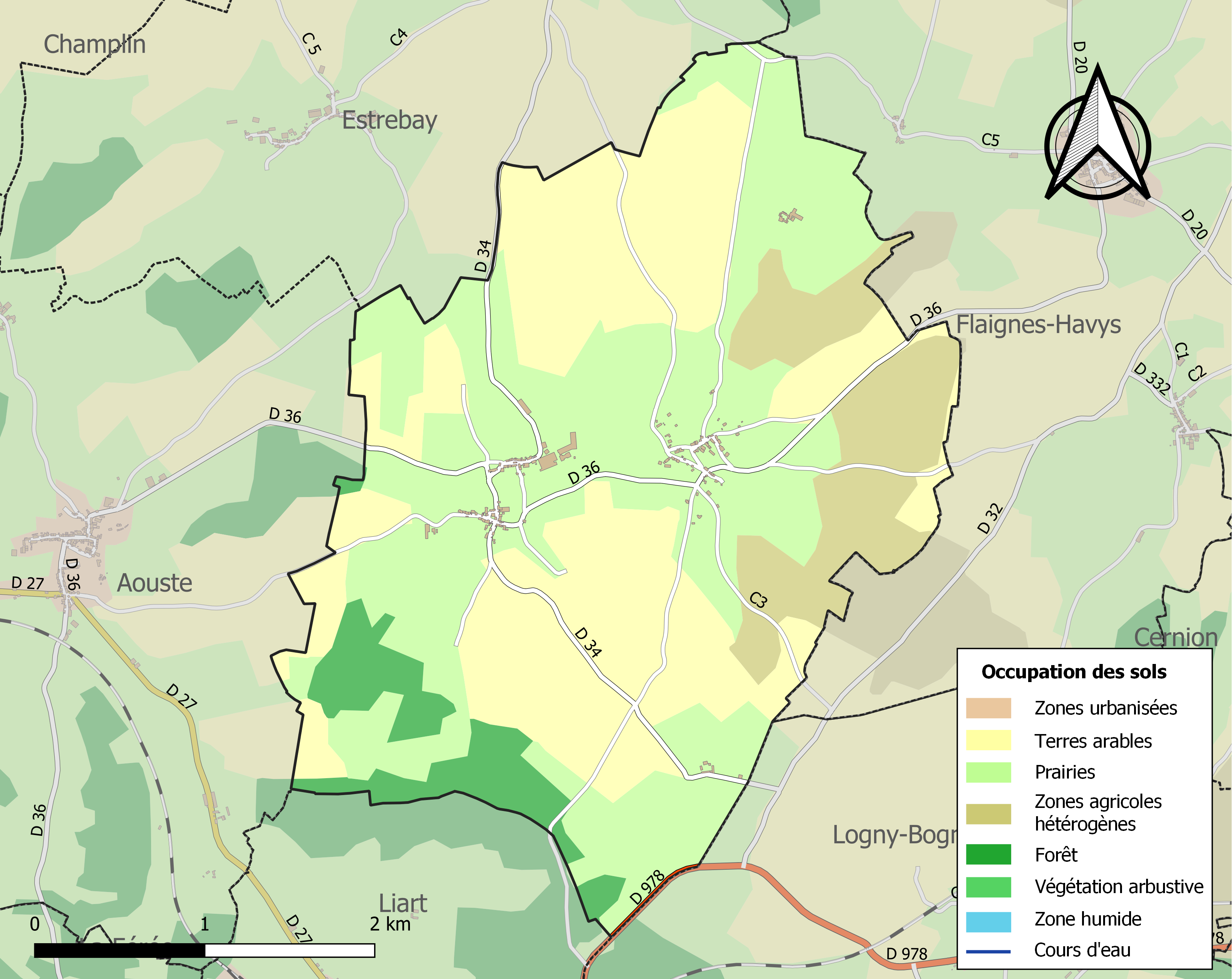
Carte des infrastructures et de l'occupation des sols de la commune en 2018 (CLC).

## Toponymie
Du latin prata avec le sens de « pré ». Pluriel de l'oïl pré.

## Histoire
Prez était un des 17 villages de la terre des Potées ou Pothées (de Postestatibus ou propriétés), qui appartenait au chapitre métropolitain de Reims et dont les seigneurs de Rumigny étaient les avoués.
En 1200, Nicolas IV de Rumigny est excommunié par Guillaume aux Blanches-Mains, évêque de Reims, pour les torts et dommages dont il s’est rendu coupable envers l’église de Reims en outrepassant ses droits (exactions et redevances illégales sur les habitants, pendaison d’un assassin, etc.). Le pape Innocent III intervient même par un bref du 21 janvier 1201 et confirme la sentence. Finalement, le seigneur rend aux chanoines les bois d’Aubigny, de Flaignes, de Logny, de Prez et des Oliviers, et les dédommage pour les dégâts commis dans leurs propriétés ; il renonce également aux droits injustes qu’il prélevait sur les habitants et conserve ainsi l’avouerie reçue à la mort de son cousin Geoffroy de Balehan.
Dans les années 1270, Isabelle de Rumigny, héritière de Rumigny, Florennes (Belgique), Boves, etc., épouse Thibaut de Lorraine, fils aîné du duc Ferry III, de sorte que les nombreuses propriétés des Rumigny passent à la maison de Lorraine.

## Politique et administration
| Période                                  | Période                   | Identité          | Étiquette   | Qualité |
| ---------------------------------------- | ------------------------- | ----------------- | ----------- | --- |
| 1996                                     | Décembre 2024 (démission) | Patrick Demorgny, | FN puis DVD | Agriculteur propriétaire-exploitant Conseiller général canton de Rumigny (2004-2015); conseiller départemental canton de Signy-l'Abbaye (2015-2021); ancien président communauté de communes Ardennes Thiérache. |
| 13 déc 2024                              | en cours                  | Fabien Grabowecki |             | Chef d'entreprise |
| Les données manquantes sont à compléter. |                           |                   |             | |

Prez  a adhéré à la charte du parc naturel régional des Ardennes, à sa création en décembre 2011.

## Résultats des élections présidentielles
2002 :  Inscrits : 112 - Abst. : 25 % - Jacques Chirac : 45 voix (56,96 %) - Jean-Marie Le Pen : 34 voix (43,04 %)
2007 : Inscrits : 117 - Abst. : 26,50 % - Nicolas Sarkozy : 54 voix (66,67 %) - Ségolène Royal : 27 voix (33,33 %)
2012 : Inscrits : 101 - Abst. : 25,74 % - Nicolas Sarkozy : 53 voix (77,94 %) - François Hollande : 15 voix (22,06 %)
2017 : Inscrits : 112 - Abst. : 25,89 % - Marine Le Pen : 54 voix (77,14 %) - Emmanuel Macron : 16 voix (22,86 %)
(Source : Ministère de l'Intérieur)

## Démographie
L'évolution du nombre d'habitants est connue à travers les recensements de la population effectués dans la commune depuis 1793. Pour les communes de moins de 10 000 habitants, une enquête de recensement portant sur toute la population est réalisée tous les cinq ans, les populations de référence des années intermédiaires étant quant à elles estimées par interpolation ou extrapolation. Pour la commune, le premier recensement exhaustif entrant dans le cadre du nouveau dispositif a été réalisé en 2008.

En 2022, la commune comptait 132 habitants, en évolution de −5,04 % par rapport à 2016 (Ardennes : −2,97 %, France hors Mayotte : +2,11 %).
| 1793 | 1800 | 1806 | 1821 | 1831 | 1836 | 1841 | 1846 | 1851 |
| ---- | ---- | ---- | ---- | ---- | ---- | ---- | ---- | ---- |
| 198  | 205  | 208  | 242  | 180  | 192  | 172  | 178  | 186  |

| 1866 | 1872 | 1876 | 1881 | 1886 | 1891 | 1896 | 1901 | 1906 |
| ---- | ---- | ---- | ---- | ---- | ---- | ---- | ---- | ---- |
| 154  | 172  | 166  | 174  | 179  | 168  | 161  | 158  | 150  |

| 1911 | 1921 | 1926 | 1931 | 1936 | 1946 | 1954 | 1962 | 1968 |
| ---- | ---- | ---- | ---- | ---- | ---- | ---- | ---- | ---- |
| 151  | 120  | 124  | 101  | 114  | 119  | 115  | 111  | 97   |

| 1975 | 1982 | 1990 | 1999 | 2006 | 2008 | 2013 | 2018 | 2022 |
| ---- | ---- | ---- | ---- | ---- | ---- | ---- | ---- | ---- |
| 130  | 137  | 105  | 112  | 136  | 143  | 138  | 133  | 132  |

## Culture locale et patrimoine

### Lieux et monuments
- L'église Saint-Martin de Prez est une église fortifiée de Thiérache.
- Église Notre-Dame de la Cerleau.
- La ferme du Maipas est un ancien logis fortifié. L'édifice est inscrit au titre des monuments historiques en 1926[26].

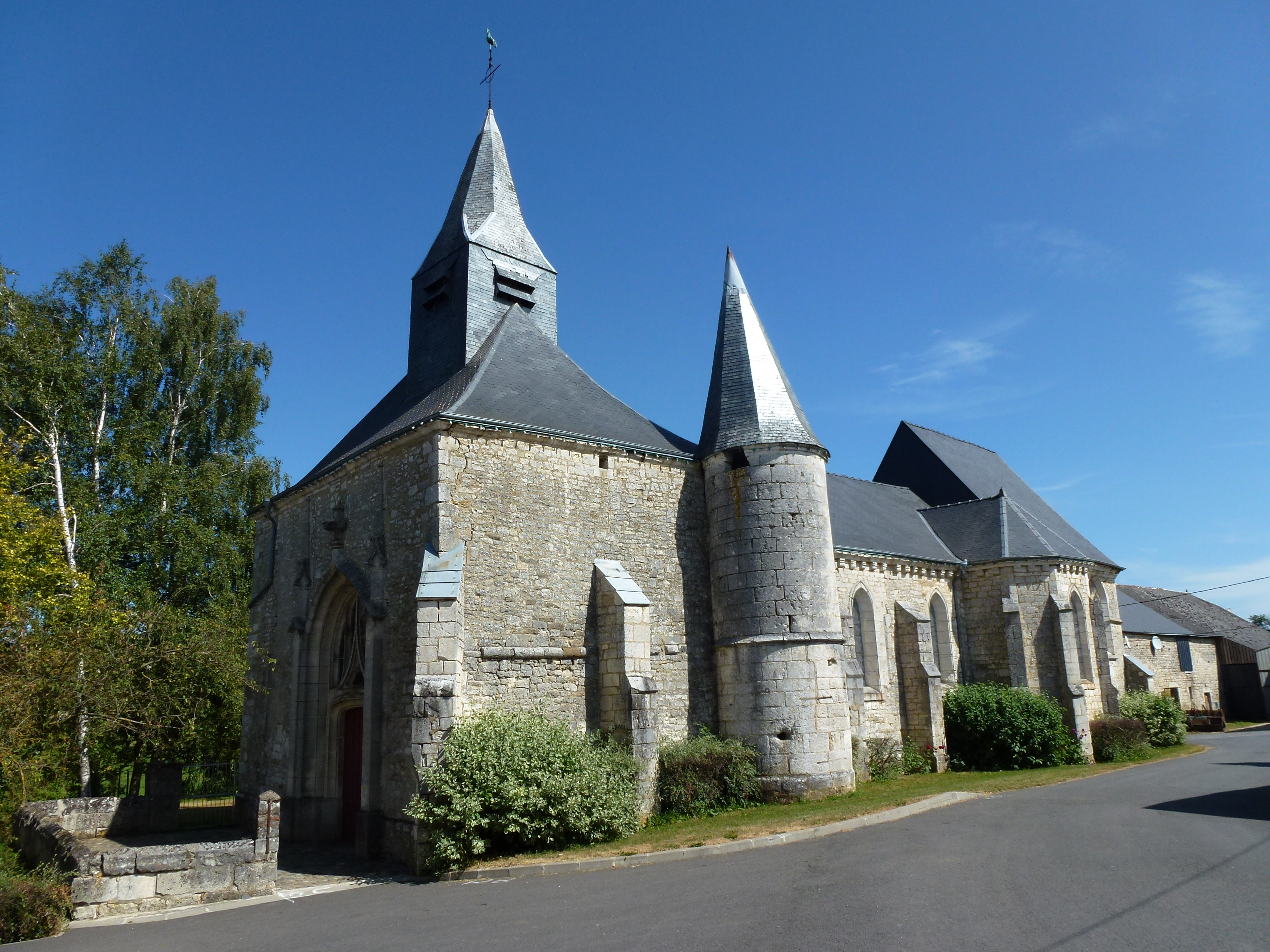
Église Saint-Martin de Prez.
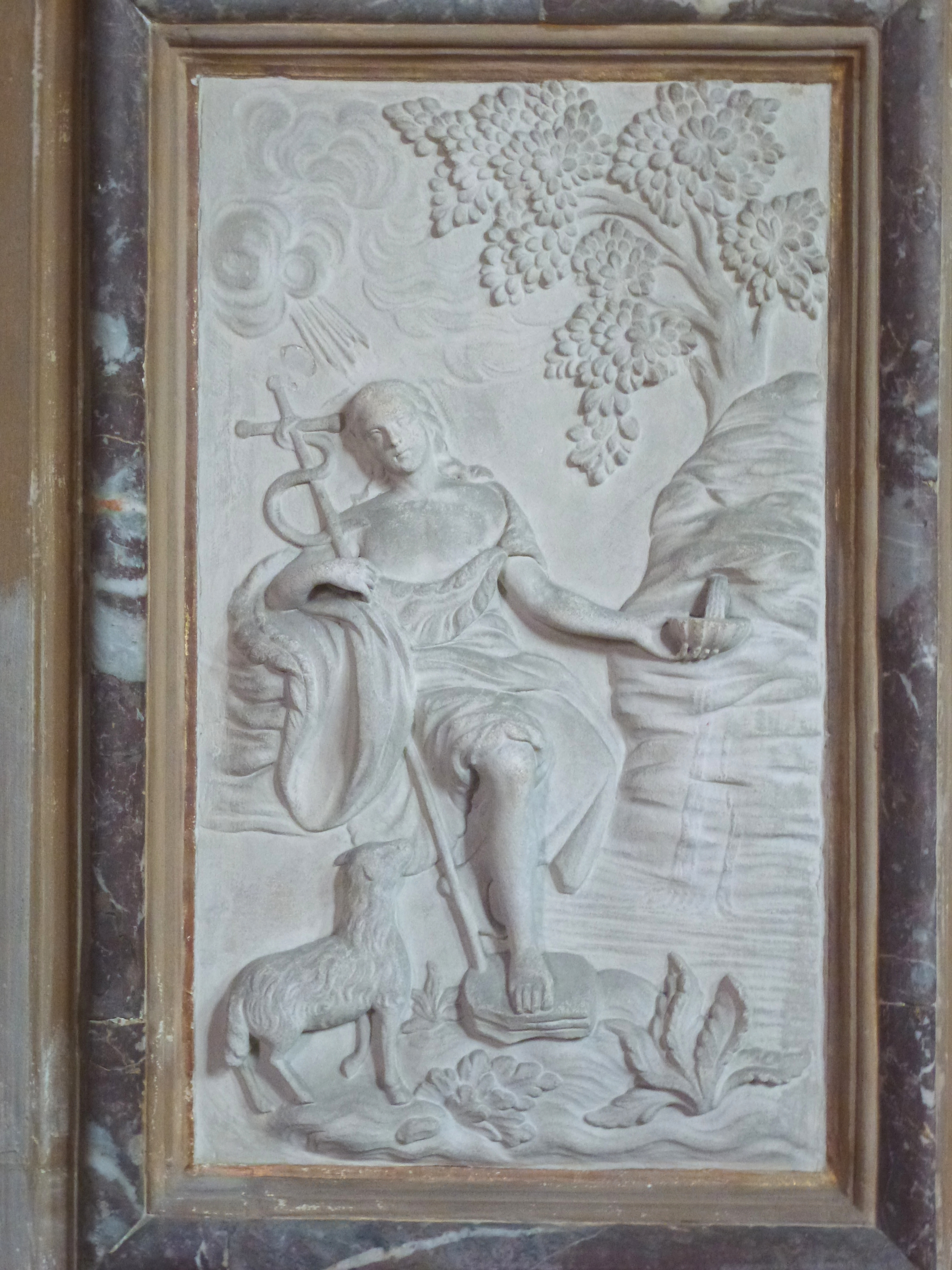
Lambris de l'église de Prez, un des seize reliefs.
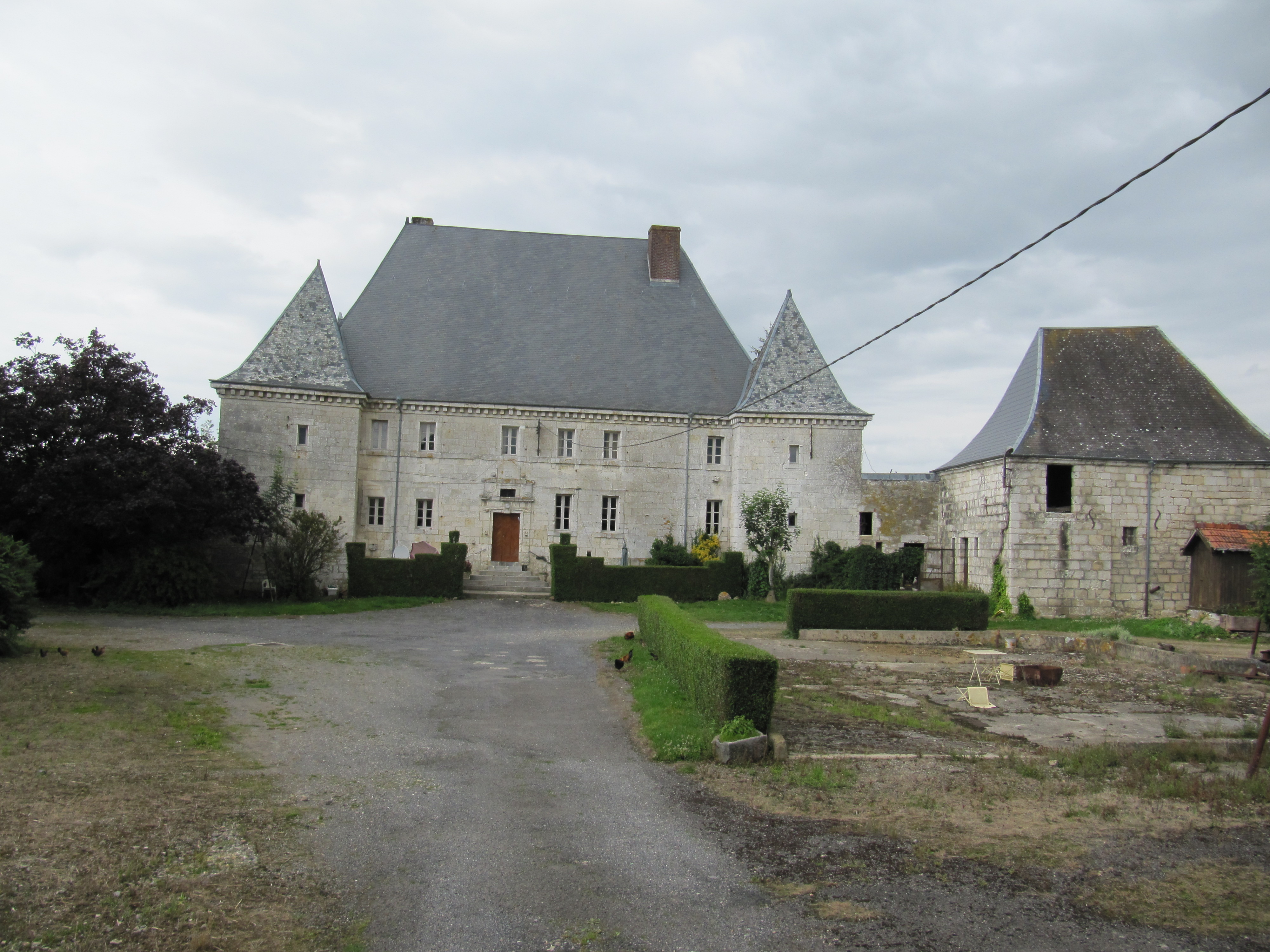
La ferme du Maipas.
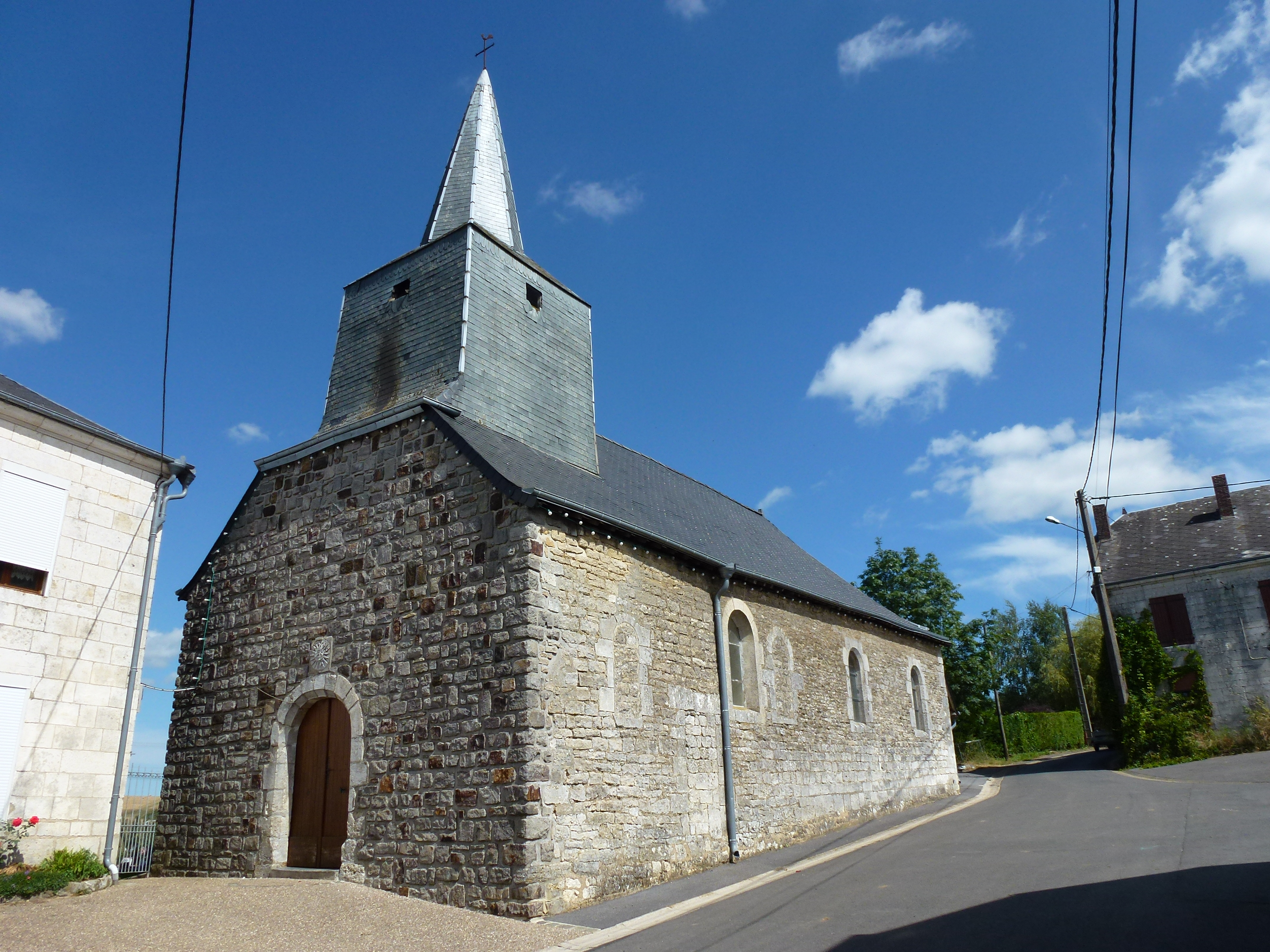
Église Notre-Dame de La Cerlau.
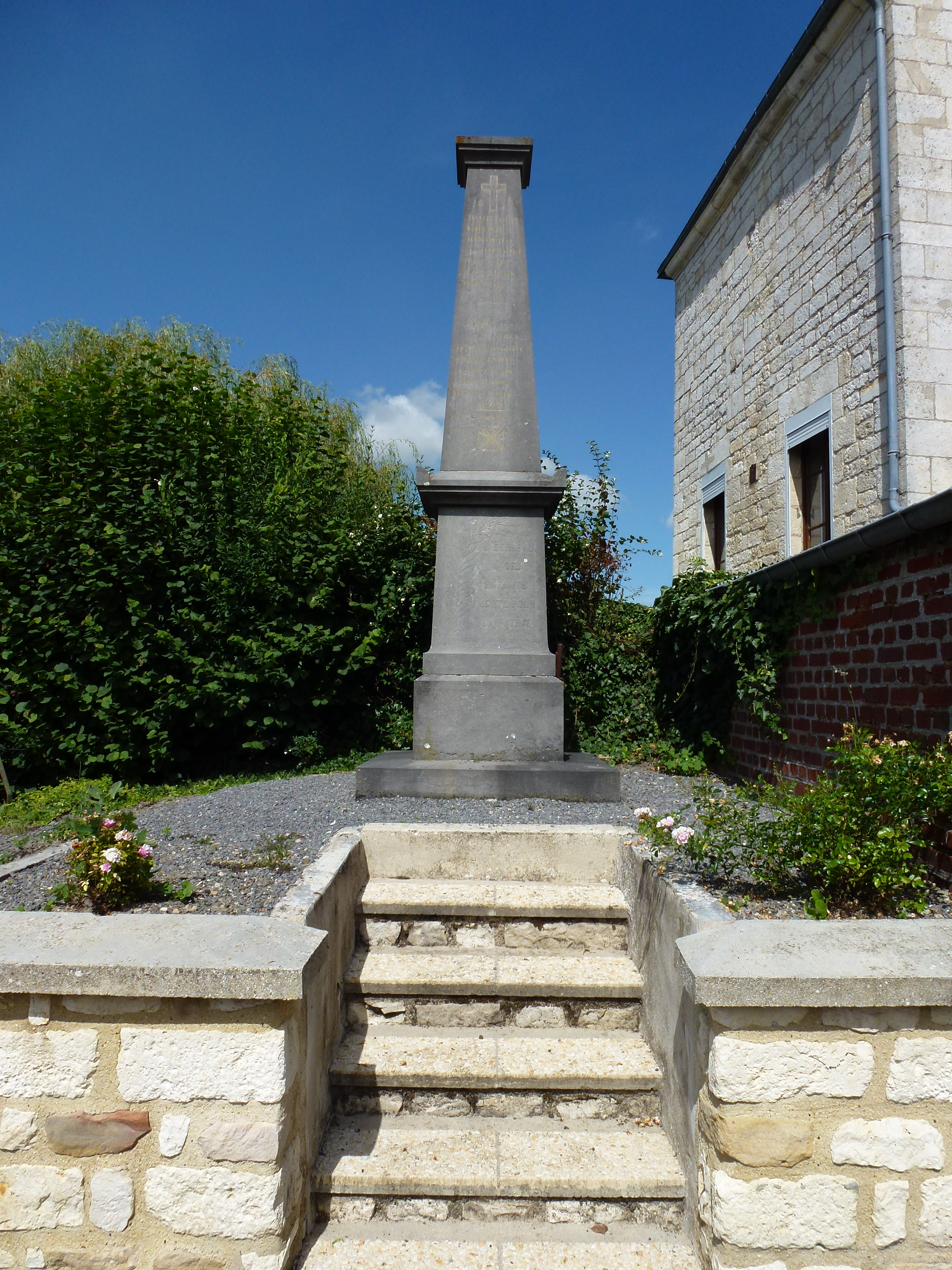
Monument aux morts de La Cerlau.

### Héraldique
| Armes de Prez | Les armes de Prez se blasonnent ainsi : D'azur à la hache d'armes d'argent soutenue d'une divise ondée du même, chaussé de gueules chargé de deux étoiles d'or. Création Jean-Jacques Baron, Michel Demoncheaux et Jean-Marie Jolly. Adopté le 7 juillet 2000. |

- Liste des communes des Ardennes